# Наторф, Влодзимеж
Влодзи́меж На́торф (пол. Włodzimierz Natorf, 12 октября 1931 года, Лодзь, Польша — 12 июля 2012 года, Варшава Польша) — польский политик и дипломат.

## Биография
В 1949—1950 годах член Союза польской молодёжи, с 1949 — член ПОРП. В 1955 году окончил экономический факультет Ленинградского государственного университета. С того же года работал в польском МИДе.
- В 1966—1969 годах был представителем польского правительства в Экономической комиссии XVIII и XIX сессий Генеральной Ассамблеи ООН.
- В 1966—1969 годах работал заместителем директора департамента МИД.
- В 1969—1973 годах был постоянным представителем ПНР при офисе ООН в Женеве.
- В 1973—1981 годах исполнял обязанности заместителя директора, затем директора департамента МИД.
- В 1981—1982 годах — заведующий международным отделом ЦК ПОРП.
- В 1982—1984 годах — постоянный представитель ПНР при ООН.
- В 1985 году — заведующий международным отделом ЦК ПОРП.
- В 1985—1989 годах — посол Польши в СССР.

На X съезде ПОРП (1986 год) избран членом ЦК ПОРП. На XIII пленуме ЦК ПОРП, состоявшемся в декабре 1988 — январе 1989 был избран секретарём ЦК.
После роспуска ПОРП в 1990 году вошёл в состав ЦК партии «Социал-демократия Республики Польша», а затем Союза демократических левых сил.
С 2002 года до своей смерти возглавлял компанию Business Activ.